# Frente de Izquierdas de Cataluña
El Frente de Izquierdas de Cataluña (en catalán: Front d'Esquerres de Catalunya) fue una coalición electoral constituida en Cataluña para concurrir a las elecciones generales del 16 de febrero de 1936 en Cataluña. En el resto de España apoyaba al Frente Popular, coalición en la que se había inspirado.

## Historia
Se fundamentaba en el manifiesto firmado en Barcelona el 4 de febrero de 1936 por Esquerra Republicana de Catalunya, Acció Catalana Republicana, Partit Nacionalista Republicà d'Esquerra, Partit Republicà d'Esquerra, Unió de Rabassaires, el POUM, Partit Català Proletari y el Partido Comunista de Cataluña (estos dos últimos formarían poco más tarde el PSUC), solidarizándose con el programa de la coalición electoral creada en enero de 1936 por los principales partidos de izquierda españoles, el Frente Popular. 
En su programa proclamó como objetivos, entre otros, la amnistía de los encarcelados por la proclamación del Estado Catalán en octubre de 1934, el restablecimiento de la organización política de la Cataluña autónoma, la vigencia del Estatuto de Núria, finalizar el traspaso de servicios y la entrada en vigor de la ley de Contratos de Cultivo.
Desde las elecciones de febrero de 1936, los partidos integrantes del Front d'Esquerres no volvieron a convocar el comité de enlace. Solo lo volverían a hacer pocos días después del estallido de la guerra civil española, a petición del comunista Joan Comorera, pero no tuvo ningún efecto práctico y durante el resto de la contienda no volvería a reunirse ni a funcionar como tal.